# Afrotethina persimilis
Afrotethina persimilis är en tvåvingeart som beskrevs av Lorenzo Munari 1991. Afrotethina persimilis ingår i släktet Afrotethina och familjen Canacidae.
Artens utbredningsområde är Namibia. Inga underarter finns listade i Catalogue of Life.